# Francis J. Herron

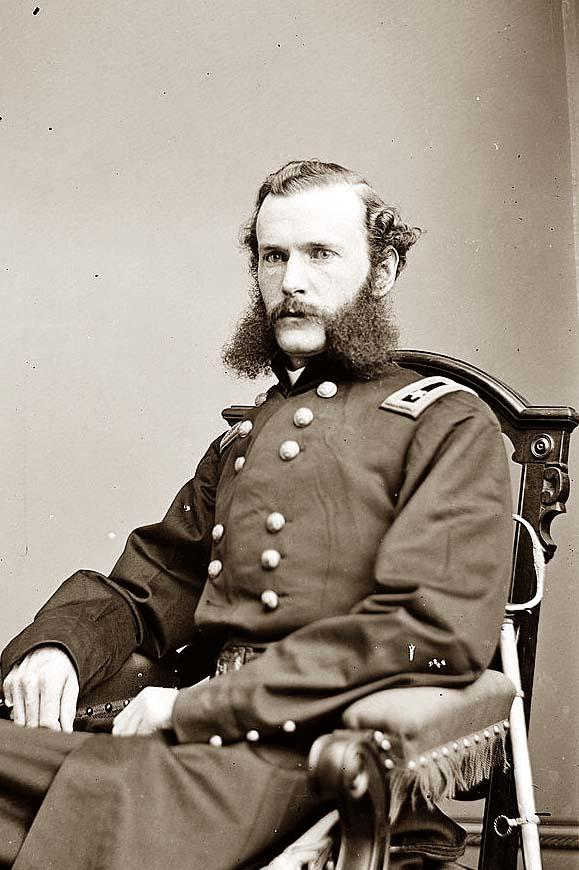
Francis J. Herron während des Sezessionskrieges

Francis Jay Herron (* 17. Februar 1837 in Pittsburgh, Pennsylvania; † 8. Januar 1902 in New York City) war ein General der Nordstaaten im Sezessionskrieg. Für seine Verdienste in der Schlacht am Pea Ridge wurde er mit der Medal of Honor ausgezeichnet.

## Leben

### Vor dem Bürgerkrieg
Herron wurde am 17. Februar 1837 in Pittsburgh geboren. Sowohl sein Vater als auch seine Mutter stammten aus Familien, die schon lange in Pennsylvania wohnten. Er besuchte die heutige University of Pittsburgh, verließ sie aber im Alter von 16 Jahren, ohne einen Abschluss zu machen. Er arbeitete in der Folge als Bankkaufmann und zog 1855 nach Dubuque, wo er mit seinen Brüdern eine Bank aufbaute. Herron engagierte sich auch in der örtlichen Miliz und wurde als  Hauptmann Kommandeur einer Kompanie.

### Wilson’s Creek und Pea Ridge
Herrons Milizkompanie meldete sich bereits im Januar 1861 freiwillig für den Kriegsdienst und wurde schließlich im April Teil des 1. Iowa-Infanterieregiments. Als Teil von General Nathaniel Lyons Armee nahm das Regiment in der Schlacht am Wilson’s Creek teil. In der Schlacht, die mit einer Niederlage der Nordstaaten endete, wurde Herron von der Explosion einer Granate umgerissen, blieb aber unverletzt. Samuel Davis Sturgis, der für den gefallenen Lyon den Befehl übernommen hatte, lobte Herron in seinem offiziellen Bericht zur Schlacht. Die dreimonatige Dienstzeit des 1. Iowa-Regiments lief am 21. August 1861 aus und Herron wurde ausgemustert. Wenige Wochen später wurde er aber zum Oberstleutnant eines neuen Iowa-Regiments ernannt.
Mit seinem neuen Regiment nahm Herron unter General Samuel Ryan Curtis in der Schlacht am Pea Ridge teil. Bei der Abwehr eines konföderierten Angriffs wurde Herron ernsthaft verwundet und von den Konföderierten gefangen genommen. Für seine Verdienste in der Schlacht wurde er zum Brigadegeneral des Freiwilligenheeres befördert und erhielt nach dem Krieg die Medal of Honor. Herrons Gefangenschaft währte nur kurz, bereits am 20. März 1862 wurde er ausgetauscht.

### Prairie Grove
Herron wurde im Sommer 1862 zunächst auf einen Posten in St. Louis beordert, übernahm nach einigen Wochen dann aber eine Division in der Frontier-Armee (Army of the Frontier). Mit dieser operierte Herron unter General John McAllister Schofield in Nordarkansas und Südmissouri. Herron wird zu dieser Zeit als groß und schlank beschrieben und war bei seinen Soldaten und Offizieren beliebt.

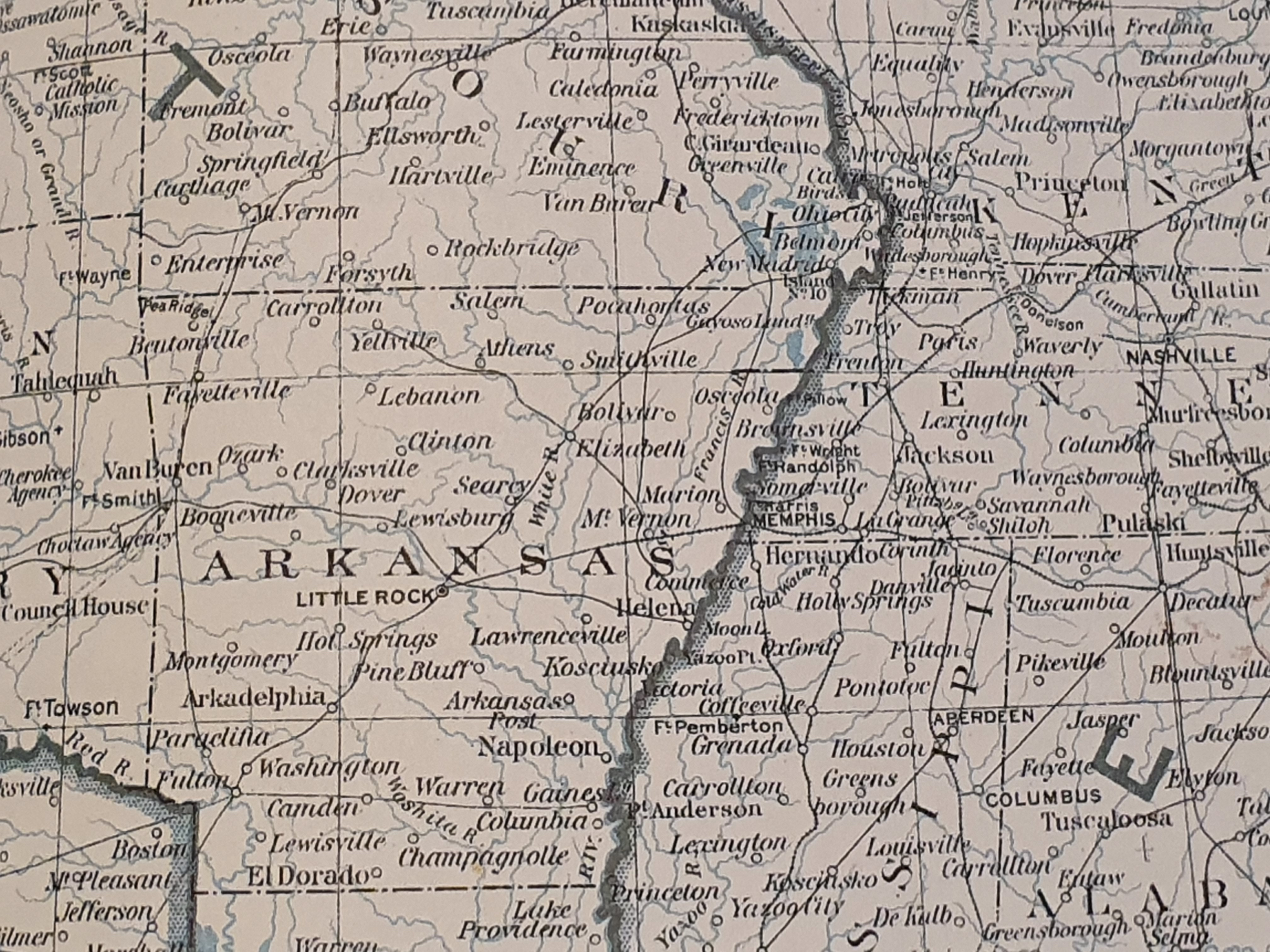
Übersichtskarte über Nordwestarkansas und anliegende Gebiete zur Zeit des Sezessionskrieges. Herrons Kolonne marschierte innerhalb von 4 Tagen von Springfield in Missouri bis Fayetteville in Arkansas, eine Distanz von mehr als hundert Meilen.

Anfang November war die Frontier-Armee in zwei Teile geteilt. Eine Division unter General James G. Blunt biwakierte zwanzig Meilen südwestlich von Fayetteville, während Schofields andere beide Divisionen (etwa 6000 Mann mit 22 Geschützen) in der Nähe von Springfield waren, mehr als hundert Meilen von Blunt entfernt. Schofield selbst war erkrankt. Blunt hatte deswegen nominell den Befehl über die ganze Frontier-Armee, und Herron kommandierte die beiden Divisionen bei Springfield. Der Befehlshaber der konföderierten Truppen in Arkansas, General Hindman, wollte sich diese räumliche Trennung zunutze machen und die Unionsstreitkräfte getrennt schlagen. Blunt rief Herron zur Hilfe, und Herron marschierte mit seinen Truppen im Eiltempo nach Süden. In eisiger Kälte und auf schlechten Straßen legten die Nordstaatler zwischen dem 3. und 6. Dezember mehr als hundert Meilen zurück. Um Mitternacht des 6. Dezember erreichten sie Fayetteville, nur noch zwanzig Meilen von Blunt entfernt. Ein beteiligter Offizier schrieb später, es handele sich hierbei um „den großartigsten Marsch, den irgendeine Truppe während des Rebellionskrieges durchführte“.
Hindman hatte unterdessen Blunts Front erreicht, änderte nun aber seinen Plan: Statt Blunt anzugreifen marschierte er nach Norden und stellte sich Herron am 7. Dezember 1862 in der Schlacht bei Prairie Grove in den Weg. Herron wollte sich den Weg zu Blunt freikämpfen und attackierte Hindmans Truppen, jedoch konnte keine Seite einen Vorteil erringen. Blunt war inzwischen jedoch seinerseits zu Herrons Unterstützung marschiert und traf am späten Nachmittag auf dem Schlachtfeld ein. Durch die Vereinigung war Hindmans Plan gescheitert, und er zog sich am nächsten Tag nach Süden zurück. Durch diesen Sieg wurde Nordarkansas für die Union gesichert.
In Anerkennung seiner Verdienste im Prairie-Grove-Feldzug wurde Herron am 10. März 1863 zum Generalmajor des Freiwilligenheeres befördert, mit Rangdatum vom 29. November 1862. Er blieb zunächst in Missouri und kommandierte weiterhin eine Division der Frontier-Armee und ab 30. März 1863 die ganze Armee.

### Vicksburg und Texas
Trotz des Sieges bei Prairie Grove kam es nach der Schlacht zu Streitigkeiten zwischen General Schofield und seinen beiden Untergebenen Blunt und Herron. Dabei ging es zum einen um die Bewertung des Feldzuges und der Rolle der drei Beteiligten, aber auch um politische Differenzen: Schofield war politisch eher konservativ und gegen die Abschaffung der Sklaverei, Blunt und Herron dagegen gehörten eher zur Gruppe der radikalen Abolitionisten. Kurzfristig wurde der Streit durch Schofields Versetzung zur Cumberland-Armee gelöst. Am 13. Mai 1863 kehrte er jedoch als neuer Befehlshaber des übergeordneten Wehrbereiches Missouri zurück. Herron weigerte sich, weiter unter Schofield zu dienen, und wurde daraufhin zu Ulysses S. Grants Tennessee-Armee versetzt. Unter Grant befehligte Herron eine Division im XIII. Korps und nahm in den letzten Wochen des Zweiten Vicksburg-Feldzuges teil.
Später wurde Herron mit seiner Division in den Wehrbereich Golf versetzt und nahm bis September an General Banks’ Texas-Expedition teil. Nach einem krankheitsbedingten Genesungsurlaub kehrte Herron wieder nach Texas zurück und blieb dort bis Sommer 1864. Danach befehligte er verschiedene Distrikte in Louisiana und schied im Juni 1865 aus dem Dienst aus.

### Nach dem Krieg
Nach Kriegsende ließ sich Herron im Süden nieder und arbeitete zunächst als Anwalt in New Orleans. Gemeinsam mit Whitelaw Reid versuchte er sich auch, allerdings mit wenig Erfolg, als Pflanzer. Vor 1870 heiratete er die Witwe Adelaide Flash, die drei Töchter mit in die Ehe brachte. Von 1867 bis 1869 diente Herron als United States Marshal für Louisiana, Anfang der 1870er Jahre außerdem kurzzeitig als Secretary of State von Louisiana. 1877 zog er wieder in den Norden und ließ sich in New York nieder. Über seine Lebensumstände in seinen letzten Jahren herrscht Unklarheit. Herron arbeitete in New York entweder als Anwalt oder in einem Industriebetrieb und möglicherweise auch wieder im Bankengeschäft. Laut seinem Todeszertifikat ging er 1902 keinem Beruf mehr nach und wohnte in einem „Mietshaus“ (tenement). Dies hat zu der Interpretation geführt, Herron sei verarmt gestorben. Andererseits gab Herron seinen Beruf im Zensus von 1900 noch mit Bankier an, und seine Wohnung wurde 1880, 1890 und 1900 noch als „Apartment“ bezeichnet und befand sich in der Nähe von Broadway und Central Park. Herron starb am 8. Januar 1902.